# Brandstwiete

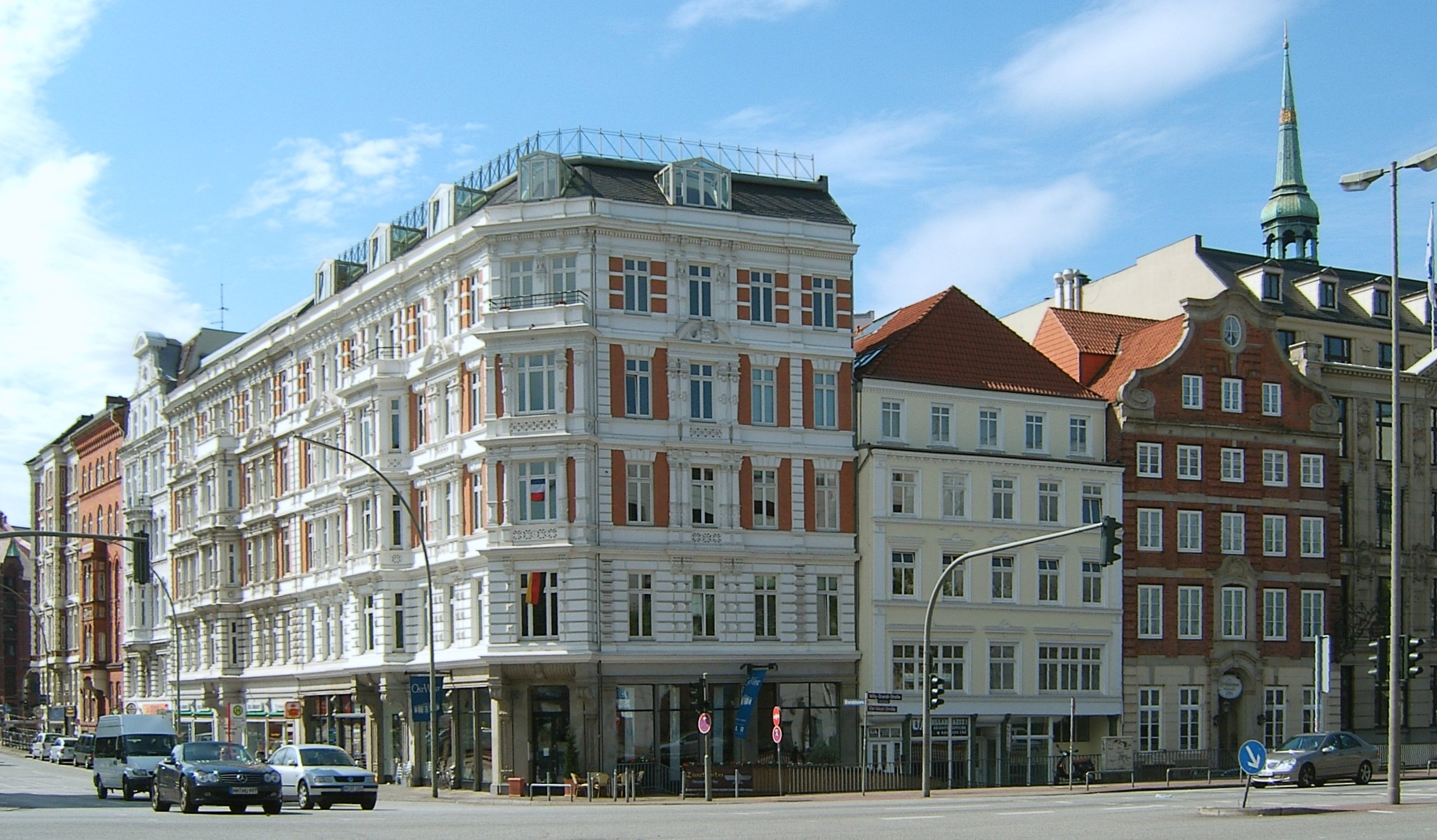
Links der Südteil der Brandstwiete, der rote Backsteinbau rechts ist Gröningers Braukeller

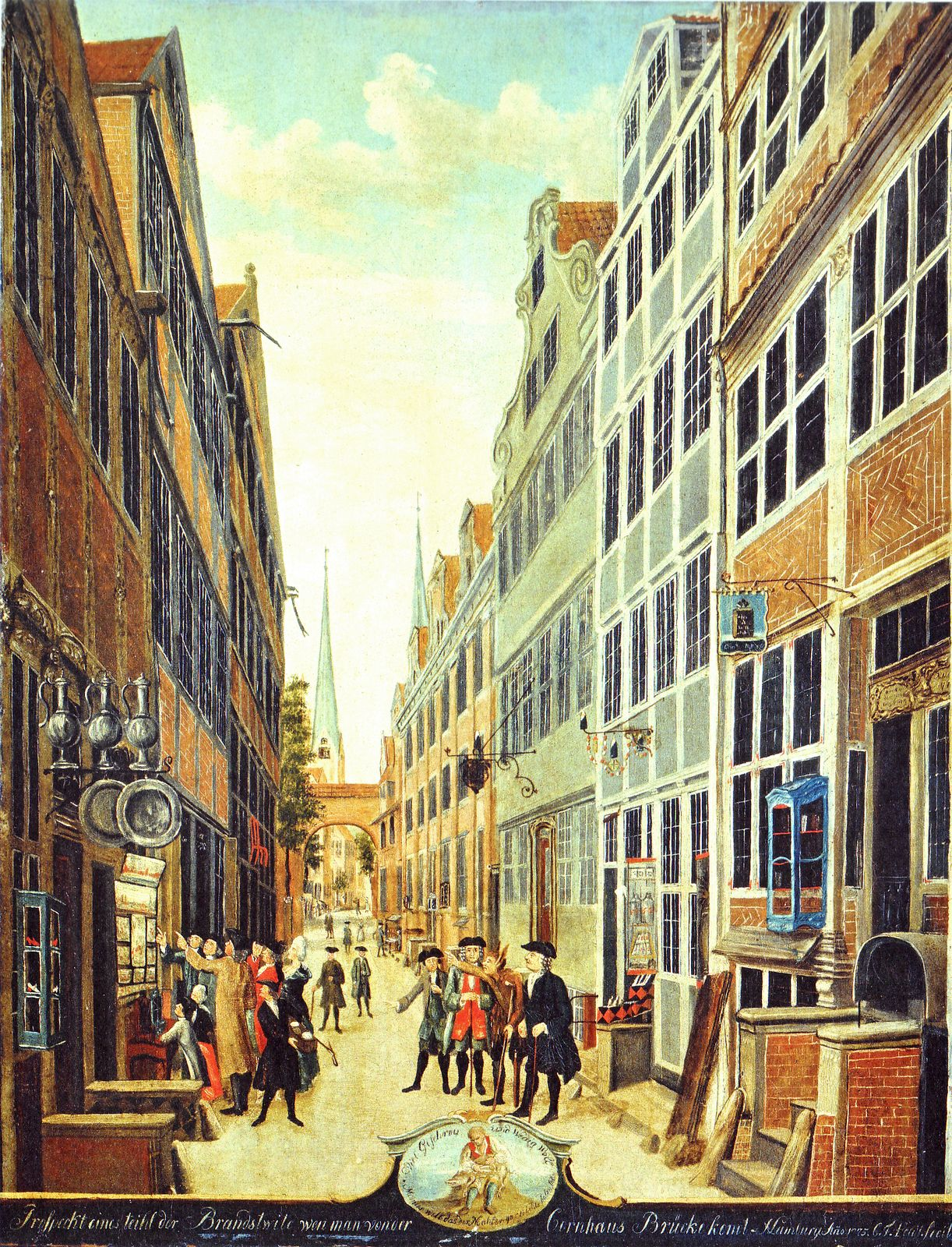
Brandstwiete um 1775, Gemälde von C. J. Feldt

Die Brandstwiete ist eine historische Straße in Hamburg-Altstadt nahe dem U-Bahnhof Meßberg.
Der Name „Brandstwiete“ hat nichts mit dem Hamburger Brand von 1842 zu tun, sondern leitet sich ab von dem Hamburger Bürger Hein Brand, dessen willkürliche Festnahme 1410 zu einem Aufstand gegen den Hamburger Rat führte. Brands Haus stand an dieser Straße. Twiete ist ein gebräuchlicher Name für einen Verbindungsweg zwischen zwei Straßen oder einen schmalen Pfad zwischen den Häusern.
Die Straße läuft vom Alten Fischmarkt / Ecke Große und Kleine Reichenstraße zur Speicherstadt, in der sie an der Kornhausbrücke am Zollkanal endet. Hier liegt auch das Deutsche Zollmuseum.

## Neuere Bebauung
An der Brandstwiete Nr. 1 liegt das Geschäftshaus Neuer Dovenhof, das 1991 bis 1994 entstand. Der Name knüpft an den architekturgeschichtlich bedeutenden Dovenhof an, der 1885/86 als erstes Kontorhaus moderner Bauart in Hamburg entstand. Dieses lag aber weiter südlich direkt am Dovenfleet (heute Zollkanal) und wurde, obwohl im Zweiten Weltkrieg unzerstört, 1967 abgerissen. An seiner Stelle wurde ein von 1969 bis 2011 vom Nachrichtenmagazin Der Spiegel genutztes Gebäude errichtet.

Kontorhaus Dovenhof um 1900
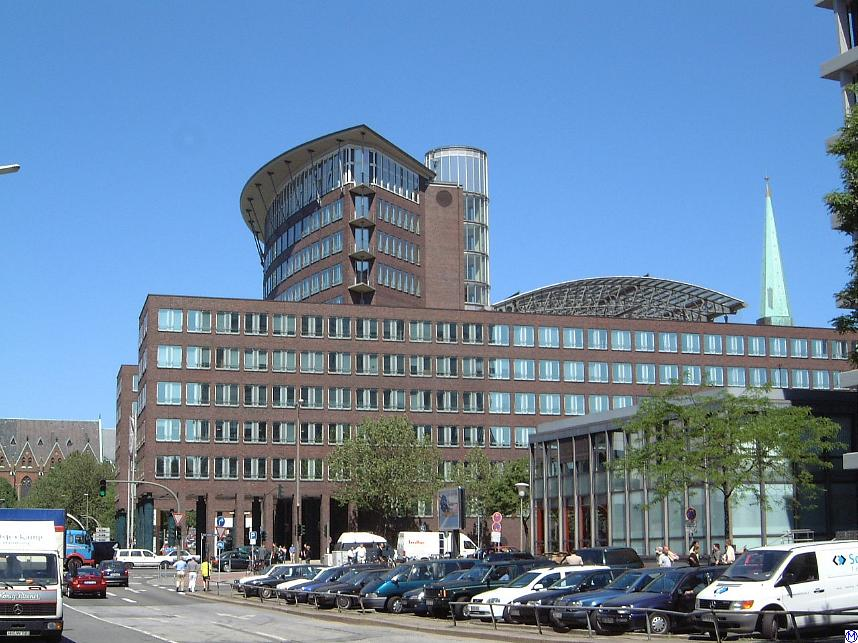
Neuer Dovenhof um 2000
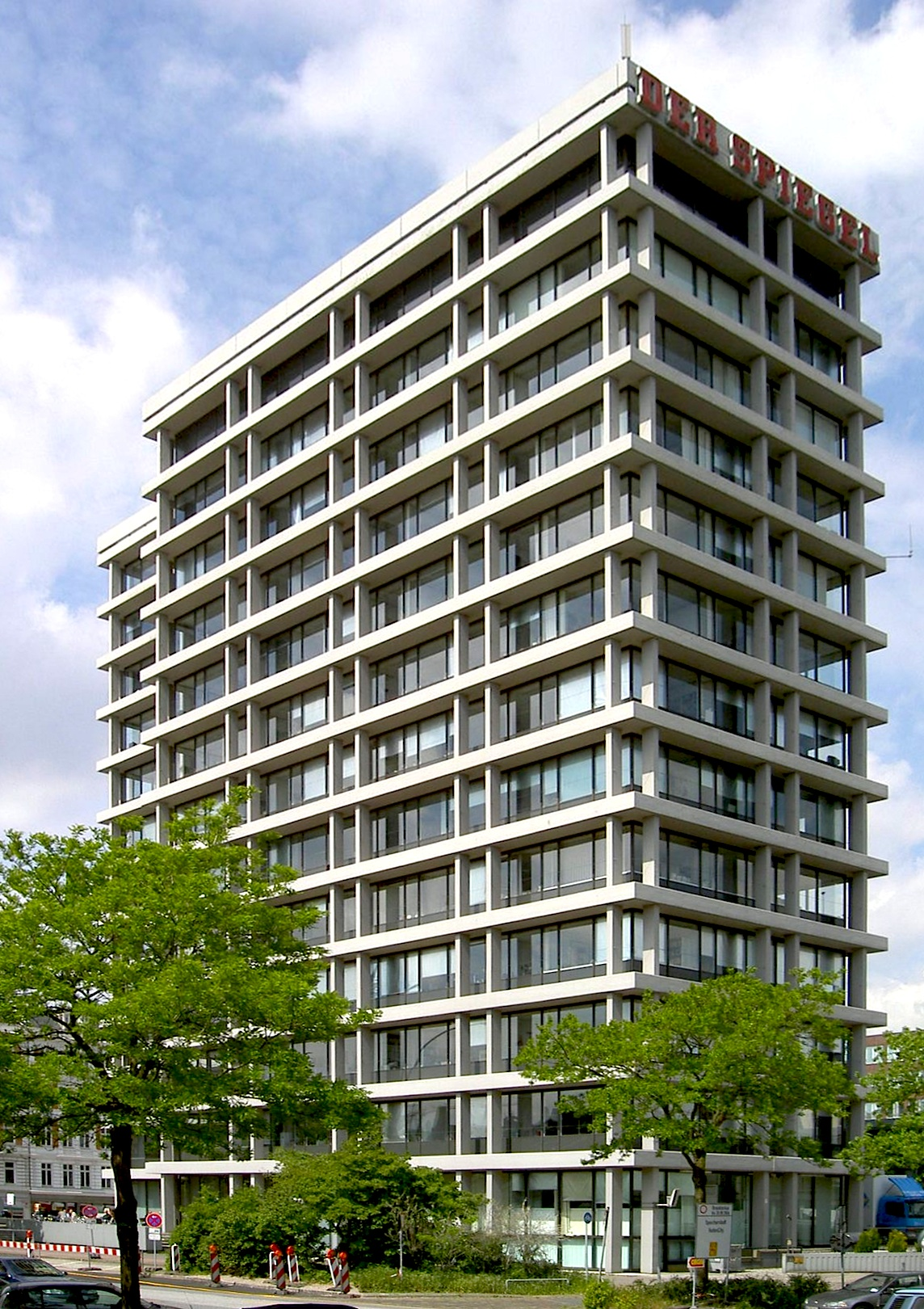
Ehemaliges Gebäude des Spiegel-Verlags

## Historische Bebauung
Zwischen der Willy-Brandt-Straße und der Straße Zippelhaus erstreckt sich an der Brandstwiete eine geschlossene Häuserzeile aus der Zeit um 1878. Das ganze Ensemble, sowie auch die einzelnen Häuser sind als Kulturdenkmäler ausgewiesen.

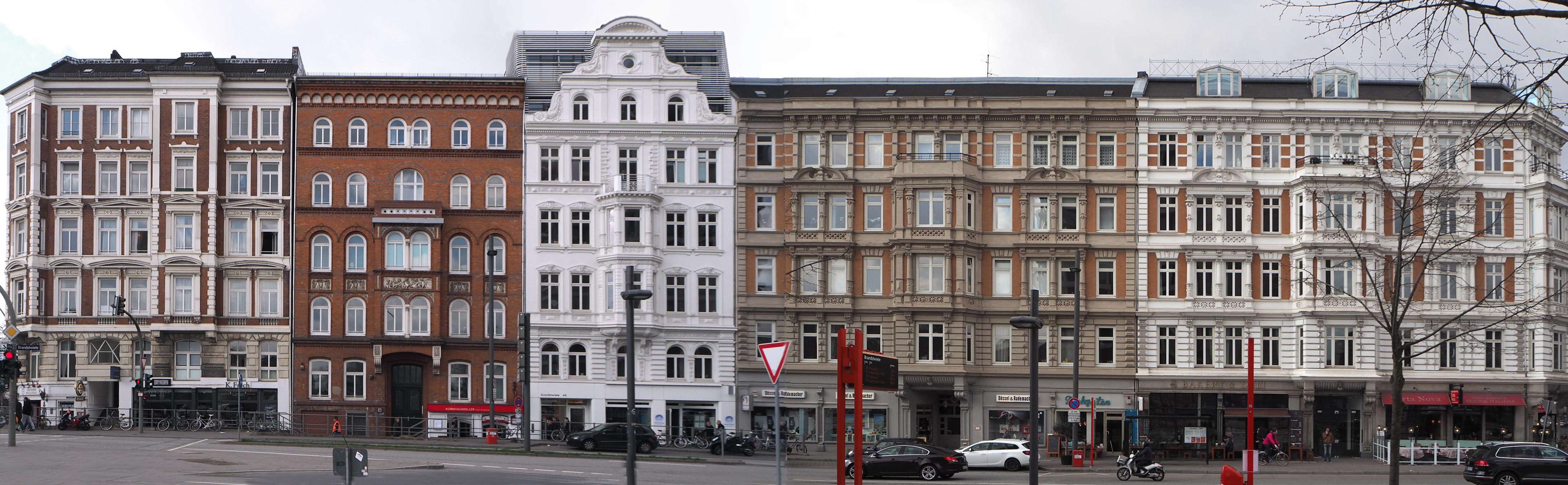
Gebäudezeile im südlichen Teil der Brandstwiete

| Objekt ID Denkmalschutzamt Hamburg | Art      | Adresse                                                                                           | Bild               |
| ---------------------------------- | -------- | ------------------------------------------------------------------------------------------------- | ------------------ |
| 29910                              | Ensemble | Brandstwiete 32, 34, 36, 38, 42, 44, 46, 50, 54, 58, 60, Willy-Brandt-Straße 43, 45, Zippelhaus 7 | siehe Panoramafoto |
| 11786                              | Objekt   | Wohngeschäftshaus Brandstwiete 32, 34, 36, 38                                                     |                    |
| 11787                              | Objekt   | Wohngeschäftshaus Brandstwiete 42, 44                                                             |                    |
| 11788                              | Objekt   | Wohngeschäftshaus Brandstwiete 46                                                                 |                    |
| 11789                              | Objekt   | Wohngeschäftshaus Brandstwiete 50                                                                 |                    |
| 11790                              | Objekt   | Wohngeschäftshaus Brandstwiete 54, 58, 60                                                         |                    |

## Bekannte Anlieger
- Es gab einen berühmten Musikclub an der Brandstwiete, das Knust, der heute in St. Pauli residiert.
- Früher wurden an der Brandstwiete 19 unter anderem die Magazine Der Spiegel und das manager magazin produziert. Diese residieren heute im neuen SPIEGEL-Komplex an der Ericusspitze 1.
- Das Wirtschaftsmagazin brand eins wurde früher ebenfalls hier erstellt und hat sogar seinen Namen von der Straße abgeleitet.
- Gröningers Braukeller ist seit dem Mittelalter bekannt und liegt nicht direkt an der Brandstwiete, sondern an der Kreuzung Brandstwiete/Willy-Brandt-Straße.